# Angelo Giani
Angelo Giani (Busto Arsizio, 7 luglio 1901 – ...) è stato un calciatore italiano, di ruolo mediano.

## Carriera
Giocò alcune stagioni in Serie A con la Pro Patria.

## Palmarès

### Club

#### Competizioni nazionali
- Prima Divisione: 1

Pro Patria: 1926-1927